# Teatro Jorge Negrete
El Teatro Jorge Negrete es un recinto teatral, anteriormente Teatro de la Asociación Nacional de Autores. Recibe su nombre en honor al actor de la época de cine de oro Jorge Negrete. Es reconocido por presentar obras del espectáculo mexicano y actividades relacionadas con la escena teatral mexicana.

## Historia
Fue inaugurado el 5 de diciembre de 1957 por el subsecretario de educación Manuel Sandoval Vallarta. Cuenta con un escenario tipo italiano. La primera obra que se estrenó fue Malintzin, Medea americana. Dentro de sus instalaciones se encuentra el Instituto Cinematográfico Teatral, de Radio y Televisión. El edificio resultó dañado en el sismo de 1985. La restauración inició al año siguiente a cargo del arquitecto Jorge Longoria Treviño.